# Морданова, Раня Рамилевна
Раня Рамилевна Морданова (англ. Ranya Mordanova; род. 18 июля 1991, Уфа, Российская Федерация) — модель, известная своей андрогинной внешностью.

## Биография
Рания (Раня — модельное имя) Рамилевна Морданова родилась в июле 1991 года в городе Уфа. К  20 годам  сделала успешную карьеру топ-модели. Доля её успеха отчасти состоит в  моде на андрогинность последних лет в модельной индустрии.
В феврале 2009 Раня впервые вышла на подиум. Она участвовала в показе Monique Lhuillier в Нью-Йорке. В том же сезоне она приняла участие в показах для Adam Lippes, Betsey Johnson, Tuleh. Однако, настоящим прорывом для Мордановой  стало участие в показах модных домов Givenchy и Louis Vuitton в Париже. Вскоре она работала на подиуме для, Anna Sui, Burberry, Emilio Pucci, Fendi, Gianfranco Ferrè, Helmut Lang, Hermès, Lanvin, Marc Jacobs, Missoni и многих других Домов моды.
Раня Морданова снялась в рекламной кампании и подписала контракт с фирмой Givenchy, а также появлялась на страницах и обложках престижных модных журналов, таких как Vogue, W, V Magazine, Tush, French, Vogue Italia Beauty, Another Magazine, Dazed & Confused, LOVE и  Elle.
Раня работала со многими известными фотографами моды, такаими как Steven Meisel, Mario Sorrenti, David Sims, Nick Knight, Greg Lotus, Ellen von Unwerth и другими.